# WASP-121
WASP-121, även känd som CD-38 3220 och formellt kallad  Dilmun, är en ensam stjärna belägen i den mellersta delen av stjärnbilden Akterskeppet. Den har en skenbar magnitud av ca 10,51 och kräver ett teleskop för att kunna observeras. Baserat på parallax enligt Gaia Data Release 3 på ca 3,80 mas beräknas den befinna sig på ett avstånd av ca 858 ljusår (ca 263 parsec) från solen. Den rör sig bort från solen med en heliocentrisk radialhastighet av ca 38 km/s.

## Nomenklatur
Beteckningen WASP-121 anger att detta var den 121:a stjärnan med en planet som hittats av vidvinkelsökningen efter planeter.
I augusti 2022 ingick stjärnan bland 20 stycken som skulle namnges av det tredje NameExoWorlds-projektet. De godkända namnen, föreslagna av ett team från Bahrain, tillkännagavs i juni 2023. WASP-121 gavs namnet Dilmun efter den antika civilisationen, och dess planet kallas Tylos efter det antika grekiska namnet för Bahrain.

## Egenskaper
WASP-121 är en gul till vit stjärna i huvudserien av  spektralklass F6 V. Den har en massa av ca 1,3 solmassor, en radie av ca 1,5 solradie och har en effektiv temperatur av ca 6 600 K. Stjärnan är, även om den är metallrik i termer av det totala innehållet av tunga grundämnen, utarmad på kol. Molförhållandet kol till syre på 0,23 ± 0,05 för WASP-121 är långt under solens förhållande på 0,55.

## Planetsystem
År 2015 upptäcktes genom transitmetoden exoplaneten WASP-121b kretsande kring WASP-121. WASP-121b är en het Jupiter med en massa som är ungefär 1,18 gånger Jupiters massa och en radie på ungefär 1,81 gånger Jupiter. Den kretsar kring dess värdstjärna med en omloppsperiod av 1,27 dygn.
Hetvattenmolekyler har hittats i stratosfären av WASP-121b (det vill säga det atmosfäriska skiktet där temperaturen ökar när höjden ökar).
| Planet    | Massa            | Halv storaxel (AE) | Siderisk omloppstid (d) | Excentricitet | Inklination | Radie            |
| --------- | ---------------- | ------------------ | ----------------------- | ------------- | ----------- | ---------------- |
| b (Tylos) | 1,170 ± 0,043 MJ | 0,02571 ± 0,00010  | 1,275                   | 0,0           | 87,6°       | 1,742 ± 0,006 RJ |

## Galleri

WASP-121b – datorsimulerade vyer (augusti 2018)
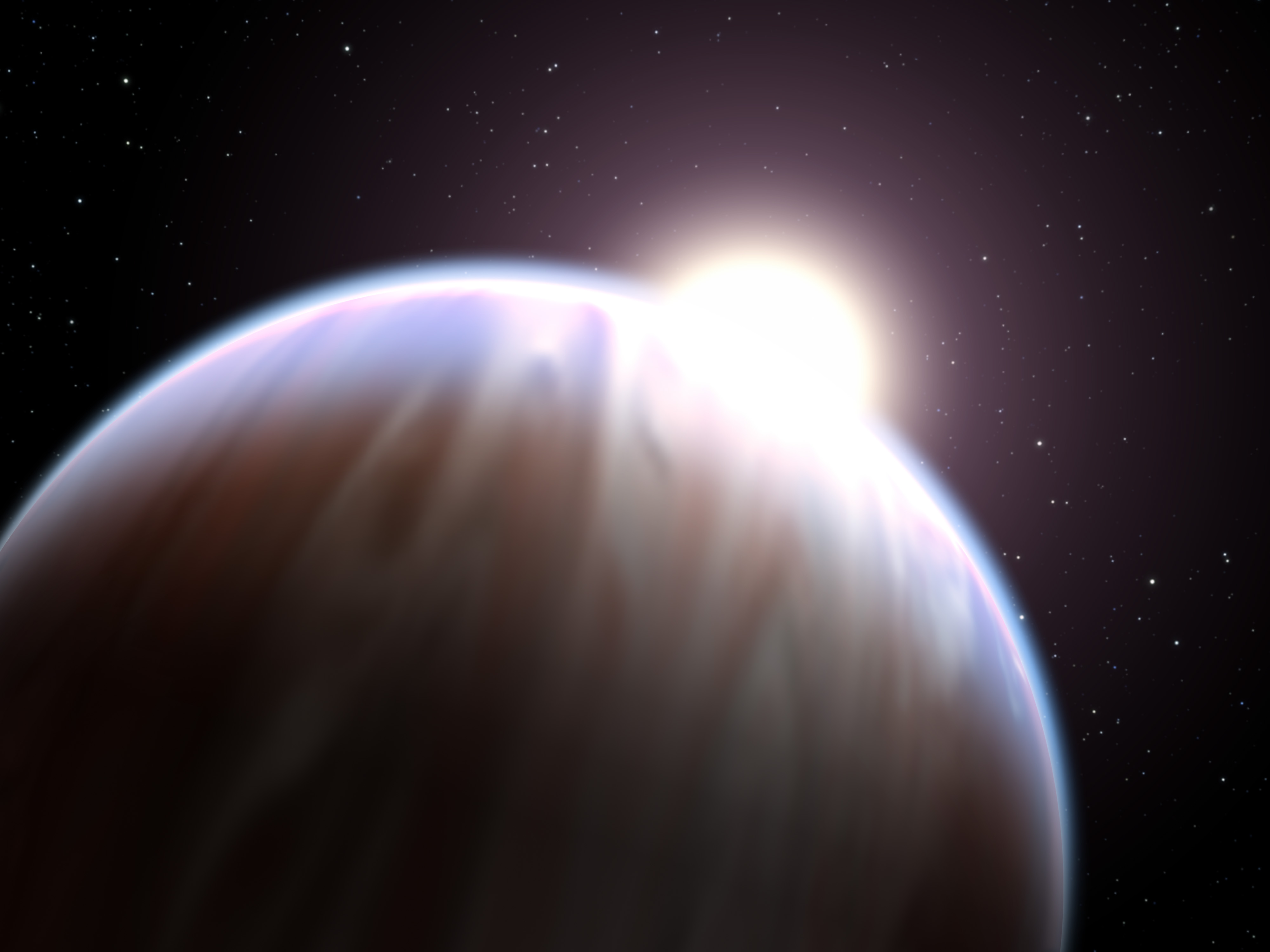
En konstnärs intryck av en het Jupiter